# Parápiassavapalm
Parápiassavapalm (Leopoldinia piassaba) är en enhjärtbladig växtart som beskrevs av Alfred Russel Wallace. Leopoldinia piassaba ingår i släktet Leopoldinia och familjen Arecaceae. Inga underarter finns listade i Catalogue of Life.
Palmen har sin naturliga förekomst i Brasilien och dess fibrer används för tillverkning av äkta- eller brasiliansk piassava.